# エウジェニオ・カラビ
エウジェニオ・カラビ（伊: Eugenio Calabi、1923年5月11日 - 2023年9月25日）は、イタリア王国ミラノ出身のイタリア系アメリカ人数学者。
ペンシルベニア大学の名誉教授であり、研究分野は微分幾何学、偏微分方程式である。
カラビ-ヤウ空間を微分幾何学の立場から研究したためカラビ予想の由来にもなり、中国系アメリカ人数学者のシン＝トゥン・ヤウと共にカラビ-ヤウ多様体に名が残っている。

## 来歴
1946年、マサチューセッツ工科大学の学部生時代にパットナムフェローを受賞した。
1950年、プリンストン大学でPh.D.（博士号）を取得する。なお、カラビの指導教官はボホナー積分に名を残すアメリカの数学者、サロモン・ボホナーであった。その後、ミネソタ大学で教授を務めた。
1964年にペンシルベニア大学で数学を教え、1967年にはラーデマッヘルの定理に名を残すドイツの数学者ハンス・ラーデマッヘルの引退にともない、トーマス・A・スコット教授職に任命される。
1991年、微分幾何学の研究の実績でアメリカ数学会から授与されるスティール賞を受賞。
2012年、アメリカ数学会フェローに選出される。
2023年5月に100歳を迎えた。2023年9月25日にブリンマーの自宅で死去。